# Bufo luchunnicus
Bufo luchunnicus är en groddjursart som först beskrevs av Yang och Rao in Yang 2008.  Bufo luchunnicus ingår i släktet Bufo och familjen paddor. Inga underarter finns listade.